# Lucio Redivo
Lucio Guillermo Redivo (Bahía Blanca, 14 febbraio 1994) è un cestista argentino con cittadinanza italiana.

## Carriera

### Club
Durante i primi anni trascorsi nel campionato argentino con la canotta del Bahía Basket sotto la guida di Sebastián Ginóbili, Redivo viene nominato giocatore più migliorato dell'edizione 2015-2016 della Liga Nacional de Básquet, il massimo campionato nazionale. La sua esplosione come giocatore avviene nella stagione 2016-2017, quando viaggia ad una media di 22,1 punti e il 35,1% nei tiri da tre in otto partite della FIBA Americas League, 18,9 punti (39,2%) in nove incontri della Liga Sudamericana e 16,9 punti (32,7%) in 56 partite di campionato. In entrambe le competizioni continentali la squadra è arrivata in finale.
Queste prestazioni lo portano a firmare un contratto biennale (con opzione per un terzo anno) con gli spagnoli del Bilbao. Oltre ai 9,6 punti di media in Eurocup, nel corso della Liga ACB 2017-2018 Redivo ha la terza miglior media realizzativa della sua squadra con 10,2 punti in 19,9 minuti a partita, tuttavia i baschi concludono la stagione al penultimo posto in classifica e retrocedono in LEB Oro. Nonostante ciò, l'anno seguente Redivo continua a giocare nella massima serie spagnola in virtù del prestito al Breogán, dove è nuovamente il terzo miglior realizzatore stagionale di squadra per media punti (10,8 a gara in 24,0 minuti) anche se poi la formazione galiziana finisce per chiudere anch'essa con la retrocessione.
Nel 2019-2020 è di scena in Messico agli Aguacateros de Michoacán, che raggiungono le finali di conference della zona ovest della Liga Nacional de Baloncesto Profesional di quell'anno.
Nel luglio 2020 si accorda per tornare in Europa, questa volta in Italia alla JB Monferrato che si apprestava a partecipare alla Serie A2 2020-2021. In 15 partite di regular season segna 21,1 punti a gara, saliti a 22,8 nei quattro incontri della seconda fase che sigilla la salvezza del club piemontese. Nel 2021-2022 scende in campo in Serie A con la canotta del New Basket Brindisi, contribuendo al raggiungimento della salvezza con 9,0 punti in 18,0 minuti di media. Dopo l'esperienza pugliese fa ritorno a Casale Monferrato, che affronta il campionato di Serie A2 con la nuova denominazione Monferrato Basket.
Nel febbraio 2023 viene ceduto in prestito dal Monferrato Basket alla UEB Cividale, altra società di Serie A2 anche se dell'altro girone, che lo ingaggia per sostituire lo statunitense Rotnei Clarke il quale era vittima di alcuni problemi fisici. Le sue prestazioni inducono la dirigenza gialloblù a confermarlo per la stagione 2023-2024 (in cui realizza 18,1 punti di media che spingono la squadra fino ai play-off) nonché, successivamente, a prolungare il suo contratto fino al 2026.

### Nazionale
Con l'Argentina ha disputato i Campionati americani del 2017, i Giochi panamericani 2019 e i Campionati mondiali del 2019.